# مارك بوين (لاعب كريكت)
مارك بوين (6 ديسمبر 1967 - ) (بالإنجليزية: Mark Bowen)‏ هو لاعب كريكت بريطاني.